# Pettya punctata
Pettya punctata är en insektsart som först beskrevs av Evans 1942.  Pettya punctata ingår i släktet Pettya och familjen dvärgstritar. Inga underarter finns listade i Catalogue of Life.